# باشگاه فوتبال لرناگورتس واردنیس
باشگاه فوتبال لرناگورتس واردنیس (ارمنی: Ֆուտբոլային Ակումբ „Լեռնագործ“ Վարդենիս; انگلیسی: Lernagorts Vardenis FC) یک باشگاه فوتبال در شهر واردنیس و در کشور ارمنستان می‌باشد که در لیگ دسته اول فوتبال ارمنستان بازی می‌کرد. 

## تاریخچه
این باشگاه در ۱۹۹۲ میلادی تأسیس شد اما در سال ۱۹۹۵  میلادی   منحل شد و در حال حاضر در سطح فوتبال حرفه‌ای فعالیتی ندارد.

## آمار لیگ
| ارمنستان (۱۹۹۲ – ۱۹۹۴) |                       |     |      |     |       |      |        |          |     |        |      |
| فصل                    | دسته                  | سطح | بازی | برد | تساوی | باخت | گل زده | گل خورده | +/- | امتیاز | مکان |
| ۱۹۹۲                   | لیگ دسته اول          | ۲   | ۲۶   | ۱۲  | ۴     | ۱۰   | ۵۱     | ۴۵       | +۶  | ۲۸     | ۱۱.  |
| ۱۹۹۳                   | لیگ دسته اول - گروه A | ۲   | ۲۲   | ۹   | ۱     | ۱۲   | ۴۲     | ۴۵       | -۳  | ۱۹     | ۶.   |
| ۱۹۹۴                   | لیگ دسته اول          | ۲   | ۱۸   | ۳   | ۱     | ۱۴   | ۲۰     | ۵۴       | -۳۴ | ۷      | ۱۰.  |